# Elsa Örtenblad
Elsa Maria Örtenblad, född 23 januari 1903 i Umeå, död 4 maj 1991, var en svensk konsthantverkare, målare, tecknare och teckningslärare.
Hon var dotter till byråchefen Veit Thorsten Örtenblad och Anna Lovisa Hellström och från 1934 gift med arkitekten Ärland Noreen. Örtenblad studerade vid Tekniska skolan i Stockholm och utexaminerades som teckningslärare 1925 hon fortsatte därefter sina studier i reklam och bokhantverk samt genomförde ett antal studieresor till Tyskland, Italien och Grekland. Hon arbetade med kompositioner av bokband som frilans och på uppdrag av Beck & Son. Som bokkonstnär var några av hennes arbeten utställda i samband med Stockholmsutställningen 1930. För Kungliga vetenskapsakademien komponerade hon ett flertal Nobeladresser 1925–1940 och under 1960-talet. År 1928 utförde hon kartongerna till glasfönstermålningarna i Löderups kyrka i Skåne och till Ansgars kapell Västlands socken i Uppsala län. 
Elsa Örtenblad och maken är begravda på Ärtemarks kyrkogård.